# Scambus rusticus
Scambus rusticus là một loài tò vò trong họ Ichneumonidae.